# Miguel Rubio
Miguel Ángel Rubio Lestán (Leganés, 11 marzo 1998) è un calciatore spagnolo, difensore dell'Espanyol.

## Carriera
Cresciuto nel settore giovanile del Getafe, debutta in prima squadra il 6 maggio 2018, in occasione dell'incontro di Primera División vinto per 0-1 contro il Las Palmas. Negli anni successivi gioca in prestito con le maglie di Fuenlabrada (in seconda divisione), Real Valladolid (inizialmente con la squadra riserve e successivamente con la prima squadra, militante in massima serie) e Burgos (in seconda divisione). Il 26 luglio 2022 viene acquistato a titolo definitivo dal Granada, firmando un contratto triennale.

## Statistiche

### Presenze e reti nei club
Statistiche aggiornate al 16 marzo 2025.
| Stagione                 | Squadra                  | Campionato               | Campionato | Campionato | Coppe nazionali | Coppe nazionali | Coppe nazionali | Coppe continentali | Coppe continentali | Coppe continentali | Altre coppe | Altre coppe | Altre coppe | Totale | Totale |
| Stagione                 | Squadra                  | Comp                     | Pres       | Reti       | Comp            | Pres            | Reti            | Comp               | Pres               | Reti               | Comp        | Pres        | Reti        | Pres   | Reti   |
| ------------------------ | ------------------------ | ------------------------ | ---------- | ---------- | --------------- | --------------- | --------------- | ------------------ | ------------------ | ------------------ | ----------- | ----------- | ----------- | ------ | ------ |
| 2017-2018                | Getafe                   | PD                       | 1          | 0          | CR              | -               | -               | -                  | -                  | -                  | -           | -           | -           | 1      | 0      |
| 2017-2018                | Getafe B                 | TD                       | 34         | 3          | -               | -               | -               | -                  | -                  | -                  | -           | -           | -           | 34     | 3      |
| 2018-2019                | Getafe B                 | TD                       | 33         | 5          | -               | -               | -               | -                  | -                  | -                  | -           | -           | -           | 33     | 5      |
| Totale Getafe B          | Totale Getafe B          | Totale Getafe B          | 67         | 8          |                 | -               | -               |                    | -                  | -                  |             | -           | -           | 67     | 8      |
| 2019-gen. 2020           | Fuenlabrada              | SD                       | 0          | 0          | CR              | 1               | 0               | -                  | -                  | -                  | -           | -           | -           | 1      | 0      |
| gen.-giu. 2020           | Real Valladolid B        | SDB                      | 3+1        | 0+1        | -               | -               | -               | -                  | -                  | -                  | -           | -           | -           | 4      | 1      |
| 2020-2021                | Real Valladolid B        | SDB                      | 12+4       | 1+1        | -               | -               | -               | -                  | -                  | -                  | -           | -           | -           | 16     | 2      |
| Totale Real Valladolid B | Totale Real Valladolid B | Totale Real Valladolid B | 15+5       | 1+2        |                 | -               | -               |                    | -                  | -                  |             | -           | -           | 20     | 3      |
| 2020-2021                | Real Valladolid          | PD                       | 2          | 0          | CR              | 2               | 0               | -                  | -                  | -                  | -           | -           | -           | 4      | 0      |
| 2021-2022                | Burgos                   | SD                       | 28         | 3          | CR              | 2               | 0               | -                  | -                  | -                  | -           | -           | -           | 30     | 3      |
| 2022-2023                | Granada                  | SD                       | 32         | 1          | CR              | 1               | 0               | -                  | -                  | -                  | -           | -           | -           | 33     | 1      |
| 2023-2024                | Granada                  | PD                       | 19         | 1          | CR              | 0               | 0               | -                  | -                  | -                  | -           | -           | -           | 19     | 1      |
| 2024-2025                | Granada                  | SD                       | 22         | 1          | CR              | 1               | 0               | -                  | -                  | -                  | -           | -           | -           | 23     | 1      |
| Totale Granada           | Totale Granada           | Totale Granada           | 73         | 3          |                 | 2               | 0               |                    | -                  | -                  |             | -           | -           | 75     | 3      |
| Totale carriera          | Totale carriera          | Totale carriera          | 191        | 17         |                 | 7               | 0               |                    | -                  | -                  |             | -           | -           | 198    | 17     |

## Palmarès

### Club

#### Competizioni nazionali
- Segunda División: 1

Granada: 2022-2023